# Notozomus monteithi
Notozomus monteithi är en spindeldjursart som beskrevs av Harvey 1992. Notozomus monteithi ingår i släktet Notozomus och familjen Hubbardiidae. Inga underarter finns listade i Catalogue of Life.